# آروید والمن
آروید والمن (انگلیسی: Arvid Wallman؛ ۳ فوریه ۱۹۰۱ – ۲۵ اکتبر ۱۹۸۲) شیرجه‌رو اهل سوئد بود.
وی در مسابقات کشوری و بین‌المللی در مجموع برندهٔ ۱ مدال طلا شده‌است.